# Toplotna kapaciteta
Toplôtna kapacitéta je toplota, potrebna, da dano telo segrejemo za en kelvin. 
V splošnem je odvisna tako od snovi, iz katere je telo, kot tudi od njegove mase. Mednarodni sistem enot predpisuje za toplotno kapaciteto enoto J K-1. Pri homogenih telesih lahko kot toplotno kapaciteto na enoto mase telesa vpeljemo specifično toploto.
Toplotna kapaciteta je fizična lastnost, ki se nanaša na količino toplotne energije, ki jo material lahko shrani.
Toplotna kapaciteta je fizična lastnost, ki se nanaša na količino toplotne energije, ki jo material lahko shrani.